# 保州 (北宋)
保州，北宋时设置的州。
北宋太平兴国六年（981年），升保塞军置，治所在保塞县（今河北省保定市）。辖境相当今河北省满城县、清苑县及保定市等地。金朝天会七年（1129年）置顺天军节度使。蒙古帝国太宗十一年（1239年），升为顺天路。